# Ingrandes (Maine i Loara)
Ingrandes – miejscowość i dawna gmina we Francji, w regionie Kraj Loary, w departamencie Maine i Loara. W 2013 roku jej populacja wynosiła 1688 mieszkańców.
W dniu 1 stycznia 2016 roku z połączenia dwóch ówczesnych gmin – Le Fresne-sur-Loire oraz Ingrandes – utworzono nową gminę Ingrandes-Le Fresne sur Loire. Siedzibą gminy została miejscowość Ingrandes.